# تنزيل (شبكات)
في شبكات الحاسوب، التنزيل  أو التحميل (بالإنجليزية: Download) هو نقل بيانات أو ملفات من نظام تشغيل يُسمى المصدر إلى نظام آخر يُسمّى الوجهة عبر الشبكة، في الغالب تكون الشبكة المستعملة هي شبكة الإنترنت. بشكلٍ عام، تُنقل البيانات من مُخدّم، مثل مُخّدم الويب أو مخدّم بروتوكول نقل الملفّات (FTP) أو مُخدّم بريد إلكتروني، إلى طرفية بعيدة.
في عملية التنزيل تُنقل البيانات عبر الشبكة من المصدر إلى الوجهة وتخزينها فيها، يُمكن تحصل العملية حسب نموذج طلب الخدمة، عبر وصلة تنزيل مباشرة، ويتطلب ذلك وجود مُخدّم خاصّ يلعب دور المصدر، وعميل يلعب دور الوجهة، وتُنقل البيانات من المُخدّم إلى العميل عبر الشبكة، أو قد تحمَّل حسب نموذج القرائن (P2P)، وحينها لابد من وجود قرينين على الأقل يقوم أحدها بلعب دور المصدر والآحر بلعب دور الوجهة، مع إمكانية تعدد المصادر.
التنزيل هو العمليّة المُعكاسة للرفع، ففي الرفع تُرسَل البيانات إلى النظام البعيد عبر الشبكة.

## التعريف والخصائص
التنزيل هو شكل خاص من أشكال نقل البيانات، ففي حين يُعرّف نقل البيانات على أنه نسخ بيانات من وسط تخزين إلى آخر، فإنّ التنزيل يُضيف شرطاً آخر هو ضرورة أن النسخ عبر الشبكة، بين طرف أول يُسمّى مصدر البيانات، وطرف آخر يُسمى وجهتها.
أمّا الخصائص العامة للتنزيل فهي:
- يحصل اتصال عن بعد بين الوجهة ومصدر البيانات، عبر شبكة بيانات، وينتج عن ذلك نسخ البيانات وحفظ النسخة في طرف الوجهة.
- يجب الانتظار حتى انتهاء التنزيل لاستخدام البيانات، لكن بعض خدمات التنزيل تتجاوز هذا الشرط.[6]

- بعد انتهاء التنزيل، يُمكن نسخ ونقل البيانات إلى وسائط تخزين أخرى، وقد يخرق ذلك حقوق النشر.
- بعد انتهاء التنزيل، يُمكن استخدام البيانات في عملية بثّ حيّ، وقد يخرق ذلك حقوق النشر.
- يمكن استخدام البيانات التي تُحمَّل بأيّ وقت.
- عملية التنزيل البيانات تعني امتلاكها، وقد يخرق ذلك حقوق النشر، خاصةً في حال كون البيانات موسيقى أو أفلاماً أو كتباً أو أي شكل من الأغراض المحمية بحقوق النشر أو الملكيّة الفكرية.

ينقل التنزيل عمومًا ملفات كاملة للتخزين المحلي والاستخدام لاحقًا، على عكس الدفق، الذي تُستخدم فيه البيانات على الفور تقريبًا، بينما لا يزال النقل قيد التقدم، والتي قد لا تُخزَّن على المدى الطويل. تفرض مواقع الويب التي تقدم وسائط متدفقة أو وسائط معروضة في المتصفح، مثل YouTube، قيودًا متزايدة على قدرة المستخدمين على حفظ هذه المواد على أجهزة الكمبيوتر الخاصة بهم بعد استلامها.

## أنماط التنزيل

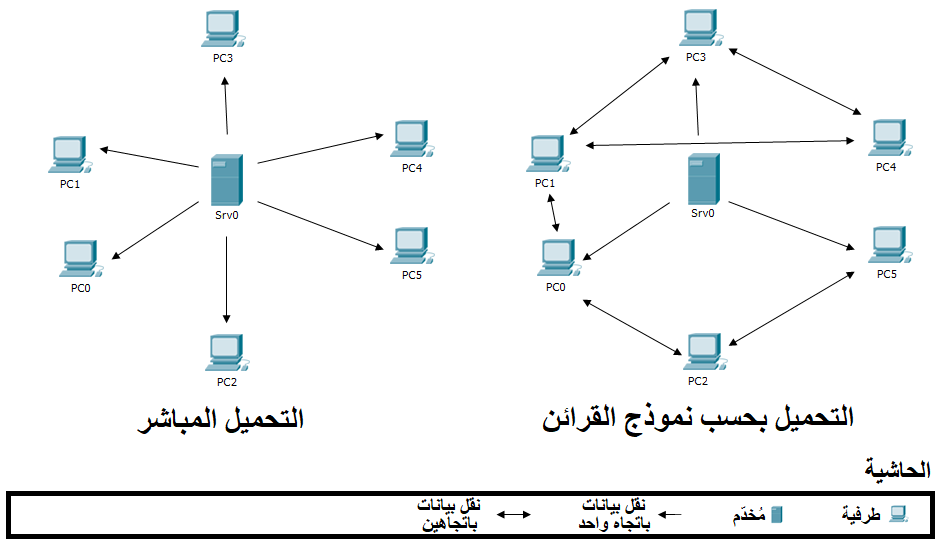
مُقارنة بين عملية التنزيل المباشر وعملية التنزيل باستخدام نموذج القرائن (P2P).

يُصنف التنزيل حسب مصدر البيانات إلى نمطين هما التنزيل المباشر والتنزيل بحسب نموذج القرائن (P2P). في النمط الأول، تُنقل البيانات مُباشرة من مصدر واحد إلى الوجهة، عن طريق جلسة تنزيلمباشر. أما في النمط الثاني، فيكون هناك أكثر من مصدر للبيانات، سواء مُخدمّات تُخزّنها أو قرائن أخرى نزَّلت أو ما زالت تُنزِّل.
يتطلب التنزيل المباشر وجود مخدمات ذات قدرات عالية، قادرة على تلبية العديد من الطلبات في الوقت ذاته، أما بحسب نموذج القرائن فإنّ كل المشاركين في عملية التنزيل وأحياناً الذين شاركوا بها سابقاً، يتقاسمون هذا العبأ. يتميز النمط الثاني بأنه قابل للاستكمال دوماً، في حال توقف عملية التنزيل، كما تجري عمليّة التحقق من صحة كل استلام جزء من البيانات المرسلة فيه بشكلٍ مُستقل، لذلك فهو أعلى وثوقية من التنزيل المباشر.
تكون معلومات المُستخدم الأمنية، مثل عنوان بروتوكول الإنترنت الخاص به، خاصّة ومحميّة في حال التنزيل المُباشر، ولا تُشارك إلا مع مزود الخدمة أو مع المُخدّم الذي يستضيف البيانات. أمّا في حالة الاعتماد على نموذج القرائن، فإن معلومات المُستخدم تكون عامّة ومُتاحة للجميع. بالإضافة لذلك، فإنّ كلا النمطين لا يضمن سلامة المُحتوى المُحمَّل أو خلوّه من البرمجيّات الخبيثة.

## سرعة التنزيل
| الترتيب عالميًا | الترتيب عربيًّا | اسم البلد | متوسط سرعة التنزيل (ميغا بايت/ثانية) |
| -------------- | ------------- | --------- | ------------------------------------ |
| 67             | 1             | الإمارات  | 9.62                                 |
| 94             | 2             | البحرين   | 6.24                                 |
| 100            | 3             | المغرب    | 5.48                                 |
| 101            | 4             | قطر       | 5.35                                 |
| 103            | 5             | السعودية  | 5.27                                 |
| 104            | 6             | الأردن    | 5.20                                 |
| 107            | 7             | عمان      | 5.07                                 |
| 114            | 8             | تونس      | 4.64                                 |
| 125            | 9             | الكويت    | 3.88                                 |
| 154            | 10            | جزر القمر | 2.54                                 |
| 164            | 11            | السودان   | 1.93                                 |
| 166            | 12            | ليبيا     | 1.88                                 |
| 167            | 13            | لبنان     | 1.84                                 |
| 169            | 14            | فلسطين    | 1.83                                 |
| 173            | 15            | مصر       | 1.62                                 |
| 180            | 16            | العراق    | 1.39                                 |
| 182            | 17            | الجزائر   | 1.37                                 |
| 195            | 18            | سوريا     | 0.95                                 |
| 198            | 19            | جيبوتي    | 0.88                                 |
| 200            | 20            | الصومال   | 0.86                                 |
| 204            | 21            | موريتانيا | 0.59                                 |
| 207            | 22            | اليمن     | 0.38                                 |

سرعة التنزيل هي مقياس لمعدل نقل البيانات من المصدر إلى الوجهة عبر الشبكة. في الغالب الأعمّ تُصمَّم وصلات الشبكة التي تصل الطرفيات بحيث تدعم نقل البيانات بشكل غير مُتناظر، وتكون سرعة التنزيل أكبر من سرعة الرفع، ويعود هذا التصميم إلى طبيعة حركة البيانات في الشبكة. تقاس سرعة التنزيل بواحدة البت في الثانية وبالواحدت الفرعيّة المُشتقة عنها مثل كيلو بت في الثانية وميغا بت في الثانية وجيغا بت في الثانية.
تتأثر سرعة التنزيل بمجموعة من العوامل هي: التقنيّة المُستعملة، وجودة وسط النقل، والازدحام في الشبكة، بالإضافة للمسافة الفاصلة بين المُستخدم ومزود الخدمة، والتي قد يكون لها تأثير كبير في بعض التقنيّات المستعملة.
عالميًّا بلغ متوسط سرعة التنزيل في الإنترنت، والذي يشار إليه بمتوسط سرعة الإنترنت، حوالي 5.6 ميغابت في الثاني في الرابع الرابع من العام 2015م، وازداد إلى 6.3 ميغا بت في الثانية في الربع الثالث من العام 2016م، وإلى 7.2 في الربع الأول من العام 2017م مع متوسط زيادة بلغ 15% على أساس سنويّ.
في عام 2017م، صدر تقرير بريطاني صنّف سرعة تنزيل في 189 دولة حول العالم، وجاءت سنغافورة في المركز الأول عالميًا بمتوسط بلغ (55) ميغابت في الثانية، تلتها السويد (40.16) ثم تايوان (34.4). أمّا المغرب فجاءت المرتبة الأولى عربيًا والتاسعة والسبعين عالميًّا بمتوسط معدل تميل هو (4.38) ميغا بت في الثانية، تلتها عربيًّا الإمارات العربية المتحدة، في المركز الواحد والثمانين، بمتوسط سرعة تنزيل بلغ (4.17) ميغابت في الثانية فيما، تذيلت اليمن الترتيب العالمي في المركز الأخير بمتوسط بلغ (0.34) ميغابت في الثانية.
وفي تقرير بريطاني صدر في عام 2019م، والذي صنّف سرعة التنزيل في 207 كيان ودولة حول العالم، جاءت تايوان في المركز الأول عالميًا بمتوسط سرعة تنزيل بلغ (85.2) ميغابت في الثانية، تلتها سنغافورة (70.86) ميغابت في الثانية، ثم جزيرة جيرزي (بمتوسط سرعة بلغ 67.46) ميغابايت في الثانية. أمّا الإمارات العربية المتحدة فحلّت في المركز الأوّل عربيًا (67 عالميًا) بمتوسط سرعة تنزيل بلغ 9.62 ميغابايت في الثانية، فيما كان المركز الثاني (94 عالميًا) من نصيب البحرين بمتوسط سرعة بلغ (6.24)، ثم المغرب الثالثة عربيًا (100 عالميًا) بمتوسط سرعة بلغ (5.48)، بينما حطَّ اليمن في المركز الأخير عربيًا (22 عربيًا) وعالميًا (207 عالميًا) بمتوسط سرعة بلغ (0.38) ميغابايت في الثانية.

### سرعة التنزيل حسب الكلفة
تزوَّد الطرفيات بخدمة الاتصال مع شبكة الإنترنت بطريقتين، إمّا قناة اتصال في النطاق الأساسي للترددات في وسط النقل، أو باستعمال اتصال عريضة النطاق، تُستخدَم فيه قنوات عديدة تشغل أجزاء كبيرة من طيف الترددات التي يدعمها وسط النقل. يكون الاتصال عبر نطاق الأساس ذو سرعة محدودة في حين تقدم التقنيات التي تستخدم النطاق العريض سرعات تنزيل أعلى من خلال القدرة على استعمال أكثر من قناة اتصال عبر الوسط نفسه.
في استبيان لدراسة كلفة المعيشة حول العالم شمل 90 دولة في 5 قارات، وفي بند كلفة الاشتراك بخدمة الاتصال بالإنترنت بمعدل تنزيل (60) ميغابت في الثانية أو أكثر، إمّا عن الكابل عريض النطاق، أو عن طريق خط الاشتراك الرقمي غير المُتماثل (ADSL)، ذو حزمة الأساس، جاءت الإمارات العربية المتحدة في المركز الأول عالميًا بكلفة شهرية بلغت (93.55$)، تلتها قطر (71.76$) ثم جنوب أفريقيا (66.06$)، في حين جاءت روسيا (7.49$) وفنزويلا (3.69$) وأوكرانيا (3.62$) في المراكز الثلاثة الأخيرة.
في دراسة أجريت في بريطانيا لصالح مُزود خدمة في العام 2017م، بغرض مقارنة كلفة الاتصال عريض النطاق مع شبكة الإنترنت على أساس شهري، شملت هذه الدراسة 196 بلدًا حول العالم، وجاءت إيران (5.37$) ثُمّ أوكرانيا (5.51$) ثُمّ روسيا (9.93$) في المراكز الثلاثة الأولى، وتضاعفت الكلفة بشكل كبير في المراكز الخمسة الأخيرة التي جاءت بالشكل التالي: لاوس (231.03$) ثُمّ بروناي (267.87$) ثم ناميبيا (440.67$) ثم بابوا وغينيا الجديدة (597.20$) وأخيرًا بوركينا فاسو (961.22$).

## حقوق النشر
يشمل تنزيل ملفات الوسائط استخدام خاصيتي الربط التشعبي وتأطير (Framing) محتوى الإنترنت اللتان ترتبطان ارتباطاً وثيقاً بقوانين حقوق النشر. كما أنّ التنزيل يتضمّن إنشاء نسخ من ملفات قد تكون محميّة بحقوق نشر أو حقوق أخرى. إنّ المواقع التي تسمح بتنزيل محتوى محمي بحقوق النشر تخرق بدورها هذه الحقوق، أي أنّ عملية التنزيل بحدّ ذاتها لا تشمل انتهاكاً لحقوق النشر، لكن الانتهاك يرتبط بالمواد التي يجري تنزيلها ونقلها عبر الشبكة.
من الممكن اتخاذ إجراءات قانونية بحق المخدمات أو المواقع أو التقنيّات التي تقف وراء عملية تشارك الملفّات المحميّة، وقد أثبتت هذه الإجراءات فعاليتها في حالة الشبكات المركزيّة، كما في حالة نابستر، لكن هذه الإجراءات كانت عديمة الأهمية بحق الشبكات غير المركزية مثل بت تورنت. وتشمل الانتهاكات المُرتبطة بالتنزيل أيضاً نوعاً خاصاً من انتهاك حقوق الطبع والنشر هو قرصنة البرمجيات.

### النزاعات القانونية في الاتحاد الأوروبي
في 17 أبريل 2009م، أدانت محكمة سويديّة أربعة رجال يُشغّلون موقع ذا بايرت بي بانتهاك حقوق النشر، وحكمت عليهم بتعويض قدره (3.6) مليون دولار، مع سنة واحدة في السجن.
حكمت محكمة العدل الأوروبية بقانونية تنزيل أو إنشاء نسخ مؤقّتة أو مُخزّنة في الذاكرة المخبيئة من الأعمال الموجودة على الشبكة، سواء كانت محميّة بحقوق نشر أو لا. وكان الحكم يخصّ قضية ميلت ووتر (Meltwater case) التي سُوِّيت في 5 يونيو 2014م. لقد فسّرت المحكمة التشريعات الخاصة بهذه الجوانب بأنّ وجود نسخ في حواسب المستخدمين أو في ذواكرهم المخبئية قانونيّ إذا كانت نسخاً مُؤقتة أو عرضيّة أو جزءاً أساسي من عمل تقنيّ، ولهذا فإنّه بالإمكان نسخها بدون الحصول على تفويض من صاحب حقوق النشر.

### التشريعات العربية
لم تُشر الاتفاقية العربية لمكافخة جرائم تقنية المعلومات إلى التنزيل بشكلٍ مُباشر، لكنّها عرّفت الالتقاط في المادة الثانية بأنّه: «مشاهدة البيانات أو المعلومات أو الحصول عليها.» كما جرّمت في مادتها السابعة عشرة انتهاك حقّ المُؤلف والحقوق المجاورة له: «انتهاك حق المؤلف كما هو مُعرّف حسب قانون الدولة الطرف، وذلك إذا ارتكب الفعل عن قصد ولغير الاستعمال الشخصي، وانتهاك الحقوق المجاورة لحق المؤلف ذات الصلة كما هي معرفة قانون الدولة الطرف، وذلك إذا ارتكب الفعل عن قصد ولغير الاستعمال الشخصي .»
وجاءت التشريعات اللاحقة الخاصة بجرائم المعلوماتية في السعودية وقطر ومصر تدعيماً لهذه الاتفاقية، أما في الأردن وسوريا فلم يتضمن القانون الخاص بالجرائم الإلكترونية أي إشارة لحقوق النشر، لكن صدر في سوريا قانون حقوق الطبع والنشر في سوريا الذي جرّم نسخ المواد أو المؤلفات أو البرامج المحميّة بحقوق نشر إلكترونياً.

## وصلات خارجية
- مجموعة تقارير عن سرعات التنزيل المُختلفة في دول العالم